# Rites of Spring

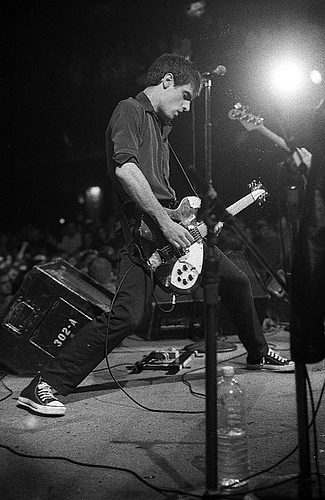
Sänger und Gitarrist Guy Picciotto (1995)

Rites of Spring waren eine US-amerikanische Post-Hardcore-Band der 1980er-Jahre. Die Gruppe gilt als Wegbereiter des Emo-Genres, obwohl sie diese Genrezuweisung wiederholt ablehnten.

## Geschichte
Die Band wurde 1984 von Sänger und Gitarrist Guy Picciotto, dem ehemaligen Untouchables-Gitarristen Eddie Janney, Bassist Mike Fellows und Schlagzeuger Brendan Canty in Washington, D.C. gegründet. Die Gruppe benannte sich nach dem Ballett Le Sacre du printemps (engl.: The Rite of Spring). Nachdem die Band einige Konzerte gespielt hatte, nahmen Rites of Spring 1985 ihr Debütalbum Rites of Spring auf. Das Album wurde auf Ian MacKayes Label Dischord Records veröffentlicht.
1986 trennte sich die Band, die Mitglieder spielten mit Ausnahme von Fellows allerdings in der Formation One Last Wish gemeinsam mit dem Embrace-Gitarristen Michael Hampton noch ein weiteres Jahr zusammen und veröffentlichten ein weiteres Album. Nach der Trennung von Hampton schloss sich Fellows den dreien wieder an. In dieser Konstellation bestand die Band bis 1988 unter dem Namen Happy Go Licky.
Im Jahr 1987 wurde die 1986 aufgenommene EP All Through a Life veröffentlicht, die 1991 in die Kompilation End on End inkludiert wurde. Auf End on End wurden sämtliche Studioaufnahmen von Rites of Spring veröffentlicht, 2001 erschien eine remasterte Version.
Guy Picciotto und Brendan Canty schlossen sich 1987 der Gruppe Fugazi an, bei der sie heute noch aktiv sind. Mike Fellows veröffentlichte 2002 ein Album unter dem Namen Miighty Flashlight und 2004 eines unter seinem richtigen Namen.

## Diskografie
- 1985: Rites of Spring (Dischord Records)
- 1987: All Through a Life (EP, Dischord Records)
- 1991: End on End (Kompilation sämtlicher Studioaufnahmen, Dischord Records)